# Zinowiewia costaricensis
Zinowiewia costaricensis là một loài thực vật thuộc họ Celastraceae. Loài này có ở Belize, Costa Rica, Nicaragua, và Panama. Chúng hiện đang bị đe dọa vì mất môi trường sống.